# Museo civico multimediale
Il Museo civico multimediale di Padula è una struttura comunale, situata nel centro storico del paese, nei pressi del Municipio, che si estende su due livelli.

## Storia
Dopo l'acquisto da parte del Comune della ex casa Brando, la struttura originale ha subito delle modifiche e degli ammodernamenti per dare alla luce un museo dalla natura multimediale che permette ai visitatori di conoscere la storia di Padula e del Vallo di Diano attraverso l'approfondimento dell'archeologia del territorio e della storia del periodo Risorgimentale (dal 1799 al 1857) che ha visto coinvolti molti personaggi del luogo nelle vicende liberali.

## Mostre
Gli ospiti del museo possono visitare la casa museo di un'erudita immaginario del posto ed essere coinvolti in una esperienza interattiva attraverso l'apertura di cassetti, sportelli e scrivanie per vedere filmati e testimonianze virtuali di rivoluzioni mancate, di vite di briganti, cartografie, libri su cui scorrono documenti, atti a raccontare la storia di Padula e del Vallo di Diano.
Il clou della visita è nell'ultima stanza, piena di specchi, dove i protagonisti sono proprio i visitatori. Qui si celebra il processo a Carlo Pisacane ed ai suoi “trecento giovani e forti”. Alla fine la giuria composta dagli stessi ospiti, potrà votare e Carlo Pisacane esporrà il suo punto di vista, a seconda dell'esito del voto.